# 電子交換機
電子交換機（でんしこうかんき）は、蓄積プログラム方式を制御に用いる電話交換機である。アナログ信号で中継交換するため、アナログ電子交換機とも呼ばれる。

## 歴史
米国のベル研究所によって開発され、1965年にNo.1ESSが公衆交換電話網用として実用化された。
日本では1972年にD10形交換機が銀座局で、1973年にD20形交換機が運用を開始した。1997年12月17日、NTT姫路支店管内の曽根別館ビルのものを最後に、デジタル交換機に置き換え完了した。

## 特徴
布線論理であるクロスバー交換機と比較して、以下の特徴をあげることが出来る。
- 蓄積プログラム制御になったため、各種のサービスを低コストかつ短期間で実装出来るようになった。
- 電磁回路から電子回路による制御になったため、制御動作がきわめて高速になった。
- 集積回路を使用することで、制御装置がさらに小型化された。日立によれば、従来主流だったC400形クロスバー交換機と比較して、D10形では床面積が1/3以下と大幅に縮小された[2]。

また日本では、D10形の前身といえるDEX2計画の段階で、使用する半導体等に対し当時としては極めて過酷な試験を行っていた。一例として、当時アメリカ航空宇宙局（NASA）が半導体に求めていた加速度の基準が「最大7G」だったのに対し、電電公社は数十Gを要求した。当時日本電気（NEC）で開発を担当していたエンジニアは「床に叩きつけたり、沸騰したお湯に入れたり、ヘリウムガスにさらしたりと、ありとあらゆる過酷な試験を課され、オーバークオリティではないかと思った」と振り返っているが、一方で「（DEX2が）日本の半導体メーカーの信頼性を飛躍的に向上させた」とも指摘している。

## 通話路
通話路制御方式として空間分割 (Space Division) を用い、通話路スイッチを多段構成して多くの回線を接続していた。また、通話路リレーとして、初期には小型クロスバースイッチ、後に多接点封止形スイッチ (Sealed Multi-Contact Matrix) が用いられた。
加入者回線接続機能ブロック (BORSCHT) を加入者線間で共用している。
クロスバー交換機と同様に、アナログ信号で中継交換され、通話品質が向上したとは言い難い。

## 制御方式

### 中央処理
中央処理装置は、コンピュータそのものであり、蓄積プログラム制御されている。ソフトウェアを書き換えることで機能の追加改訂を行うことが出来る。

### 入出力
加入者線間で共用されているトランクと呼ばれるアナログ回路で、呼び出し音・話中音などの音声信号を発生させて、通話路の監視・信号の処理を共通制御している。

### 共通線信号線
共通線信号No.6に対応していた。そのため、移動体通信・柔軟課金が可能となった。

## ソフトウェア開発
ソフトウェア開発には、状態遷移図と仕様及び記述言語が用いられた。

## 日本での交換機形式
- D10形 : 大規模局用
  - D10-R1 : 遠隔制御
- D20形 : 中規模局用
- D30形 : 小規模局用

## 開発者
エイモス・エドワード・ジョエル(en:Amos E. Joel Jr.)